# Vicomté de l'Eau
La Vicomté de l'Eau est la juridiction la plus ancienne de la ville de Rouen. 

## Historique
La juridiction s'étendait sur la Seine et l'Eure de Caudebec à Blaru.
Le vicomte de l'Eau se qualifie de conseiller du roi, vicomte de l'Eau à Rouen, juge politique, civil et criminel sur la Seine, garde des étalons, poids et mesures de la ville de Rouen.

## Liste des vicomtes de l'Eau
- Gosselin, vicomte de Rouen, fondateur de l'abbaye de la Trinité du Mont.
- vers 1130 : Anselme
- avant 1158 - 1180 : Emma la Vicomtesse
- vers 1198 : Luc Fils Jean
- vers 1200 : Laurent du Donjon
- 1302 : Jean Mustel
- 1317 : Philippe du Val-Richer
- après 1317 : Robert du Châtel
- 1367 : Henri de Damery, lieutenant général du bailli
- 1402 : Jean Tavel
- 1409 : Guillaume Carrel
- 1410 : Jean Tavel
- 1414 : Jean de Villeneuve
- 1418 : Roger Mustel
- 1446 : Jean Surreau
- 1451 : Louis de Cormeilles
- 1478 : Pierre Roussel
- 1483 : Jean le Tourneur
- 1494 : Louis du Bosc, sieur de Mesnil-Évrard
- 1545 : Aumont, sieur de Malicorne
- 1548 : Jacques Le Pelletier, sieur de Martainville
- 1552 : Jean du Quesnay, sieur du Quesnay
- 1558 : Jacques de Civille
- 1580 : Pierre Le Cheré
- 1599 : Jean Laudaffe
- 1616 : Jean Gravé
- 1619 : Louis du Croq
- 1622 : Pierre de Lifle
- 1640 : Jacques Onfray
- 1658 : Pierre Duval
- 1672 : Jacques Noël
- 1681 : Guillaume Lefpreudy
- 1688 : Pierre Perier
- 1723 : Jacques-Balthazard Néel
- vers 1745 : Marc-Antoine Nicolas Cauvin de la Cauvinière